# Longes
Longes település Franciaországban, Rhône megyében. Lakosainak száma 951 fő (2022. január 1.). Longes Tartaras, Trèves, La Chapelle-Villars, Châteauneuf, Pavezin, Sainte-Croix-en-Jarez, Condrieu és Les Haies községekkel határos.

## Népesség
A település népességének változása:
| Lakosok száma | 922  | 944  | 969  | 977  | 975  | 977  | 977  | 964  | 951  |
|               | 2013 | 2015 | 2016 | 2017 | 2018 | 2019 | 2020 | 2021 | 2022 |